# Bremer Handballverband
Der Bremer Handballverband e. V. (BHV) ist der kleinste von den insgesamt 22 Landesverbänden innerhalb des Deutschen Handballbundes (DHB) und einer von dreien des ehemaligen Norddeutschen Handball-Verbandes, die die Spiele aller eigenen Klassen, die Schiedsrichter- und Jugendförderung sowie Turniere und Camps organisieren, leiten und durchführen.
Seit 2022 bildet der Bremer Handballverband (BHV) mit dem Handballverband Niedersachsen (HVN) den Handballverband Niedersachsen Bremen (HVNB).